# Nikolai Beleliubski
Nikolai Apollonovici Beleliubski (rusă Белелюбский, Николай Аполлонович; n. 1/13 martie 1845, Harkov, Malorossia⁠(d), Imperiul Rus – d. 4 august 1922, Petrograd, RSFS Rusă) a fost un inginer constructor, proiectant de poduri și om de știință din Rusia Țaristă.

## Viața și cariera
Nikolai Beleliubski s-a născut la 13 martie 1845, în Harkov, într-o familie nobiliară rusă cu descendență din secolul al XVI-lea. El și-a petrecut copilăria și tinerețea în Taganrog și a absolvit Gimnaziul de Băieți de acolo cu medalie de aur în 1862. În acel an, Beleliubski a intrat la Institutul de Ingineri de Căi Ferate din Sankt Petersburg, pe care l-a absolvit în anul 1867.
Beleliubski a fost considerat unul dintre cei mai buni absolvenți ai Institutului, numele său fiind gravat pe o placă memorială de marmură și, după absolvire, a fost lăsat la institut ca meditator privat. În 1873, a fost numit profesor extraordinar în cadrul Departamentului pentru Materiale de construcții și trei ani mai târziu avea deja poziția de profesor universitar.
El a dobândit recunoaștere internațională pentru cercetarea și practica în domeniile ingineriei podurilor și materialelor de construcții.
Prima experiență practică a inginerului Beleliubski a fost un proiect de construcție a unei noi linii de cale ferată care să evite stația Verebje, în perioada cuprinsă între 1877 și 1881. În fapt, în timpul construcției, era imposibilă eliminarea unui urcuș greu și, ulterior, a unei coborâri lângă stația de cale ferată Verebje (Verebușka) prin mijloacele tehnice din acel moment. Trenurile de călători putea trece muntele, dar garniturile de marfă trebuiau decuplate și mutate pe părți cu câte două locomotive. Această zonă era considerată a fi cel mai periculos tronson din întreaga cale ferată Nikolaevskaia⁠(d). Proiectul lui Beleliubski a permis abordarea mai multor probleme de inginerie simultan: construirea unui unic terasament la 49 m înălțime și ridicarea pilonilor podului în albia adâncă a râului Msta (similare cu podul Skytrail⁠(d)), folosind pentru prima dată metoda chesonului.
Niciun pod de cale ferată peste vreun râu din Rusia nu se construia fără implicarea sau susținerea lui Nikolai Beleliubski. El este considerat a fi fondatorul școalii profesionale rusești de constructori de poduri. El și-a îmbunătățit continuu și și-a actualizat proiectele.
Beleliubski a proiectat și gestionat  personal peste 100 de proiecte de poduri lungi. Lungimea totală a podurilor construite după proiectele sale este de 17 km. Printre acestea se numără poduri peste râurile Nipru, Don, Dunăre, Ob, Kama, Oka, Neva, Irtîș, Belaia, Ufa, Neman, Berezina, și multe altele.

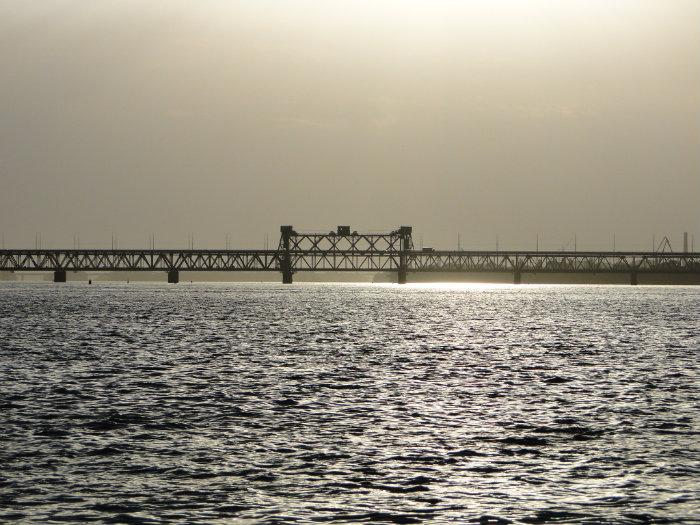
Podul Amur

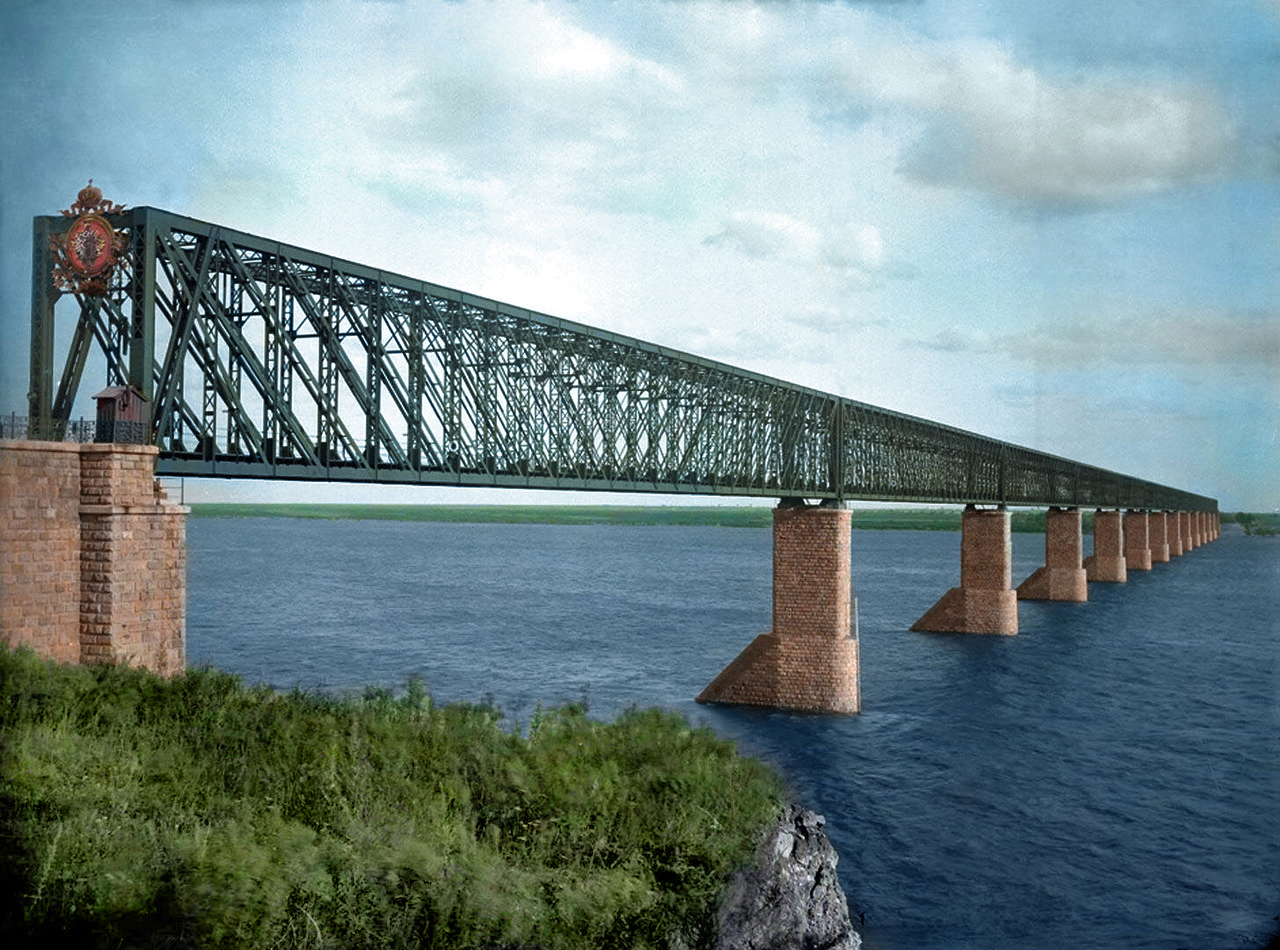
Celebrul pod de cale ferată Alexandru peste Volga, deschis traficului la 30 august 1880

În 1875, Beleliubski a proiectat Podul de cale Ferată Alexandru de pe calea ferată a Volgăi Samara-Zlatoust, în apropiere de Sîzran. Lucrând la acest proiect de pod, Beleliubski a dezvoltat o metodă de analiză a deschiderilor căilor navigabile pentru poduri mari, care mai târziu a ajuns să fie cunoscută pe scară largă. Acest pod a continuat să fie cel mai lung din Europa o lungă perioadă de timp, cu o lungime totală de 1483 m: suprastructura sa avea 13 deschideri, fiecare a câte 107 m lungime. Podul conecta rețeaua de cale ferată din centrul Rusiei cu regiunea Volga și Siberia. La lucrările de construcție au participat aproximativ 2.500 de oameni, a fost nevoie de peste 10 mii de metri cubi de zidărie și aproximativ 6,5 tone de fier și, cel mai important, Beleliubski a obținut personal fier din Belgia, cerând îmbunătățirea calității acestuia. Primul tren a traversat podul la 30 august 1880. În 2004, deschiderile inițiale au fost înlocuite cu cele moderne.
În perioada 1881-1884, a fost construit un pod feroviar cu două niveluri peste Nipru la Ekaterinoslav după proiectul lui de Nikolai Beleliubski. Nivelul inferior era numai pentru trenuri, în timp ce nivelul superior ― pentru trăsuri. Lungimea podului era de 832 m. Podul a fost complet renovat în anii 1930-1950.

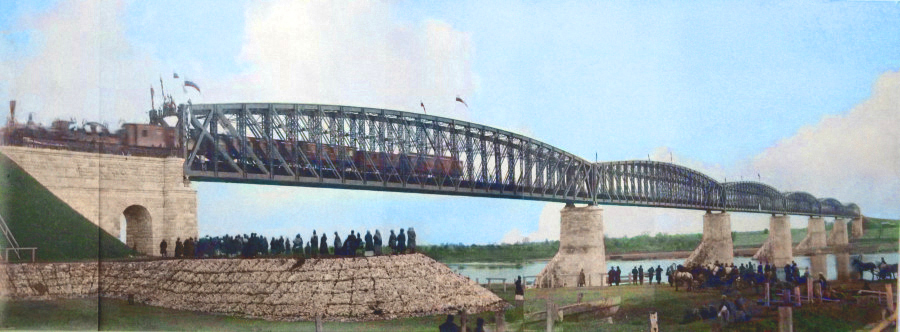
Podul de cale ferată de la Ufa. Ceremonia oficială de deschidere, 8 septembrie 1888.

În timp ce proiecta podurile feroviare peste râul Volga aproape de Tver în 1885 și peste Belaia la Ufa în 1886, Beleliubski a dezvoltat și a introdus o nouă tehnologie: grinzile transversale de bază erau legate prin balamale de conectat la partea de jos a structurii metalice. Un asemenea tip de sprijin structural a fost considerat deschizător de drumuri în zilele lui Beleliubski, pentru că a permis reducerea tensiunilor secundare în structuri. La Expoziția de la Edinburgh din 1890, acest design a primit medalia de aur și mai târziu a ajuns să fie cunoscut în străinătate ca „metoda rusească de susținere”.
În 1897, Beleloubski a fost responsabil de construirea podului de cale ferată peste râul Ob în apropiere de Novosibirsk. Acesta a fost primul mare podu al Marii Rute Siberiene, care a legat permanent cele două mari și importante zone ale căii ferate trans-siberiene ― căile ferate Vest-Siberiană și Mijlociu-Siberiană. Podul a fost pentru prima dată echipate cu deschideri având deasupra structuri metalice cu grinzi în consolă, în timp ce podul în sine a rămas în istorie ca cea mai mare structură a căii ferate Vest-Siberiene.
Beleloubski a acordat întotdeauna o atenție deosebită aspectului creațiilor sale, mai ales în zonele urbane. În acest sens, de un interes special sunt podul Rusanovski din Kiev (1906) și Podul Nevski din Sankt Petersburg, care prezintă arcade abrupte. Fiecare pod al său era o operă artistică de arhitectură, o combinație de utilitate practică, frumusețe și rezistență structurală.
Apogeul carierei sale inginerești a fost podul de cale ferată Romanovski, construit peste Volga lângă Zelenodolsk în 1913. El a fost rebotezat Podul Roșu după Revoluția din Octombrie 1917. Structura sa deschisă ovală se ridică la 160 m (un model similar a fost replicat pentru podul din Simbirsk). Datorită întinderii acesteia, proiectantul a putut reduce numărul lor (șase plus încă două mici). A fost deschis traficului la 11 iulie 1913, și încă este utilizat. În perioada 2006-2011, deschiderile inițiale au fost înlocuite cu structuri noi.
Beleliubski a fost implicat în mod activ și în elaborarea mai multor poduri din Sankt Petersburg: Ohtinski, Troițki și Dvorțovi. El a dezvoltat o metodă de a construi chesoane în construcția podurilor pe pontoane, care mai târziu avea să fie numită „cheson-papuc”. În plus, Beleliubski a fost implicat în teste de materiale de construcții, și a fost președinte al Societății de resort.